# Luigi Bernasconi
Luigi Bernasconi (* 3. Mai 1909 in Sils Maria; † 1. April 1970 St. Moritz) war ein italienischer Skispringer.

## Werdegang
Bernasconi feierte seinen ersten Erfolg bei den italienischen Meisterschaften 1928, wo er vor Vitale Venzi und Luciano Zampatti die Goldmedaille gewann. Bei den Olympischen Winterspielen 1928 in St. Moritz erreichte Bernasconi von der Normalschanze den 33. Platz.